# Copston Magna
Copston Magna est un très petit village et une paroisse civile du Warwickshire, en Angleterre. Administrativement, il dépend du borough de Rugby.
Il est situé à environ 14 km au nord-ouest de la ville de Rugby, à 9,7 km au sud-est de Nuneaton. Bien qu'il ne se trouve qu'à 2,4 km à l'est du village de Wolvey, Copston Magna faisait historiquement partie de la paroisse de Monks Kirby, à 5,6 km au sud. Copston est situé à proximité du site antique de High Cross, à la frontière entre le Warwickshire et le Leicestershire, là où se croisent les voies romaines de Watling Street et de Fosse Way. Lors du recensement de 2021, la paroisse comptait 41 habitants.
Bien que le village soit souvent appelé simplement « Copston », le nom Copston Magna distingue le village de Copston Parva, une colonie médiévale abandonnée.
Copston entre pour la première fois dans les archives historiques après la conquête normande lorsque, en 1077, un prieuré fut établi à Monks Kirby. La ville de Copston faisait partie de la dotation faite au nouveau Prieuré. Il est probable que le site actuel de l'église de Copston abritait un oratoire à l'époque médiévale. Après la Réforme, les comtes de Denbigh sont devenus propriétaires des terres qui appartenaient au Prieuré .
Le bâtiment le plus remarquable de Copston Magna est l'église anglicane St John's construite en 1849. Bien que l'on suppose qu'elle ait remplacé une chapelle médiévale, aucune trace de l'ancien édifice ne subsiste. L'église a été construite par les sœurs de Rudolph Feilding, 8e comte de Denbigh, qui s'opposaient à la conversion du comte au catholicisme. Il s'agit d'un bâtiment classé grade II*.

## Galerie

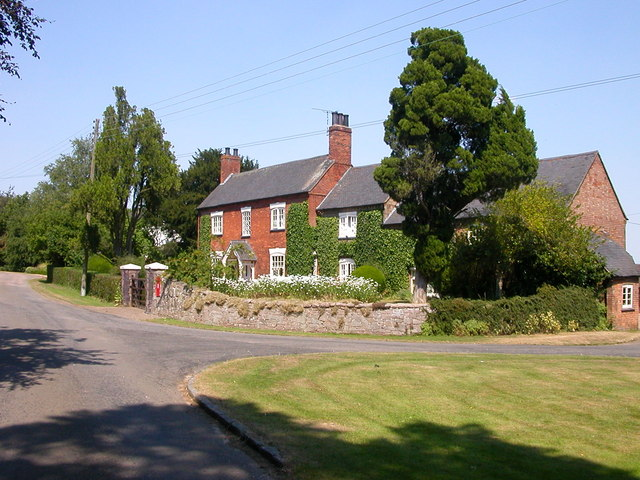
maisons près de l'église.
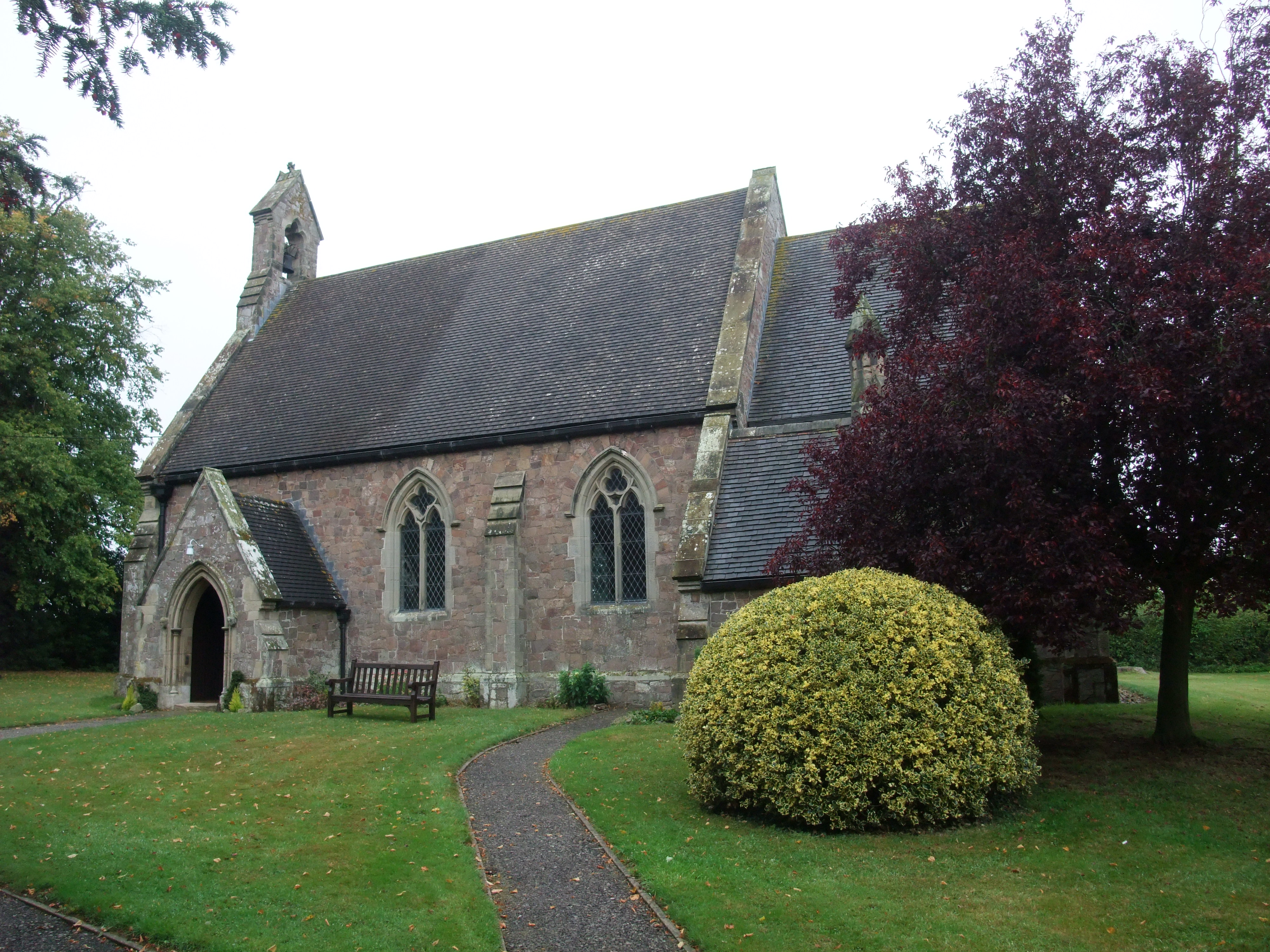
Eglise Saint John.
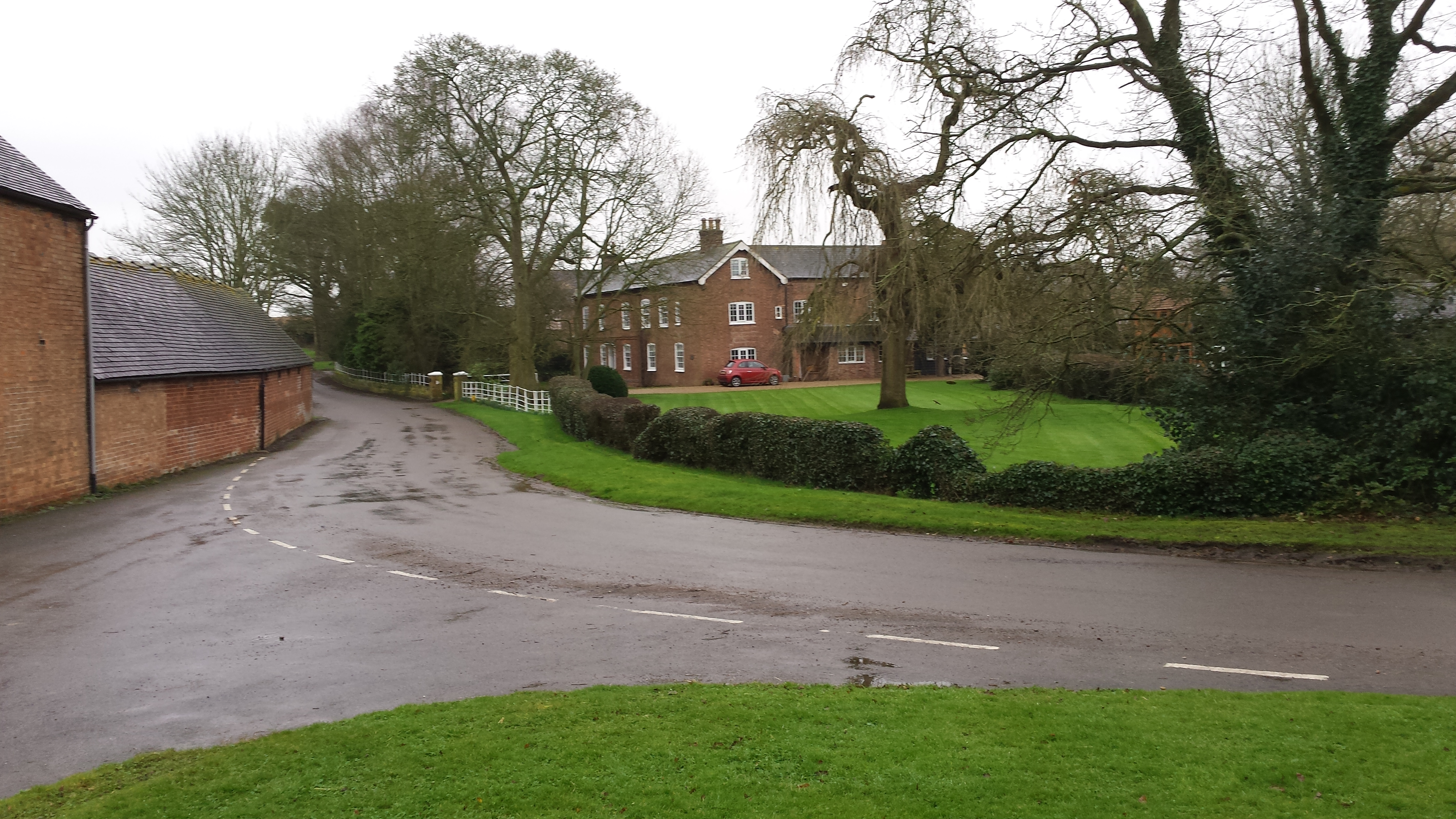
Copstan Magna.